# Улица Юных Ленинцев (Москва)
Улица Ю́ных Ле́нинцев (до 1962 года — 2-я улица Текстильщиков) — улица в Юго-Восточном административном округе города Москвы, на территории районов Текстильщики и Кузьминки. Проходит от Люблинской улицы до улицы Академика Скрябина.
Пересекает улицу Артюхиной, улицу Малышева, Волжский бульвар, улицу Маршала Чуйкова, Зеленодольскую улицу, Есенинский бульвар.
Справа примыкает 7-я улица Текстильщиков.
Нумерация домов ведётся от Люблинской улицы.

## Название
Названа в честь участников пионерского движения, которых называли «Юные ленинцы».

## Достопримечательности

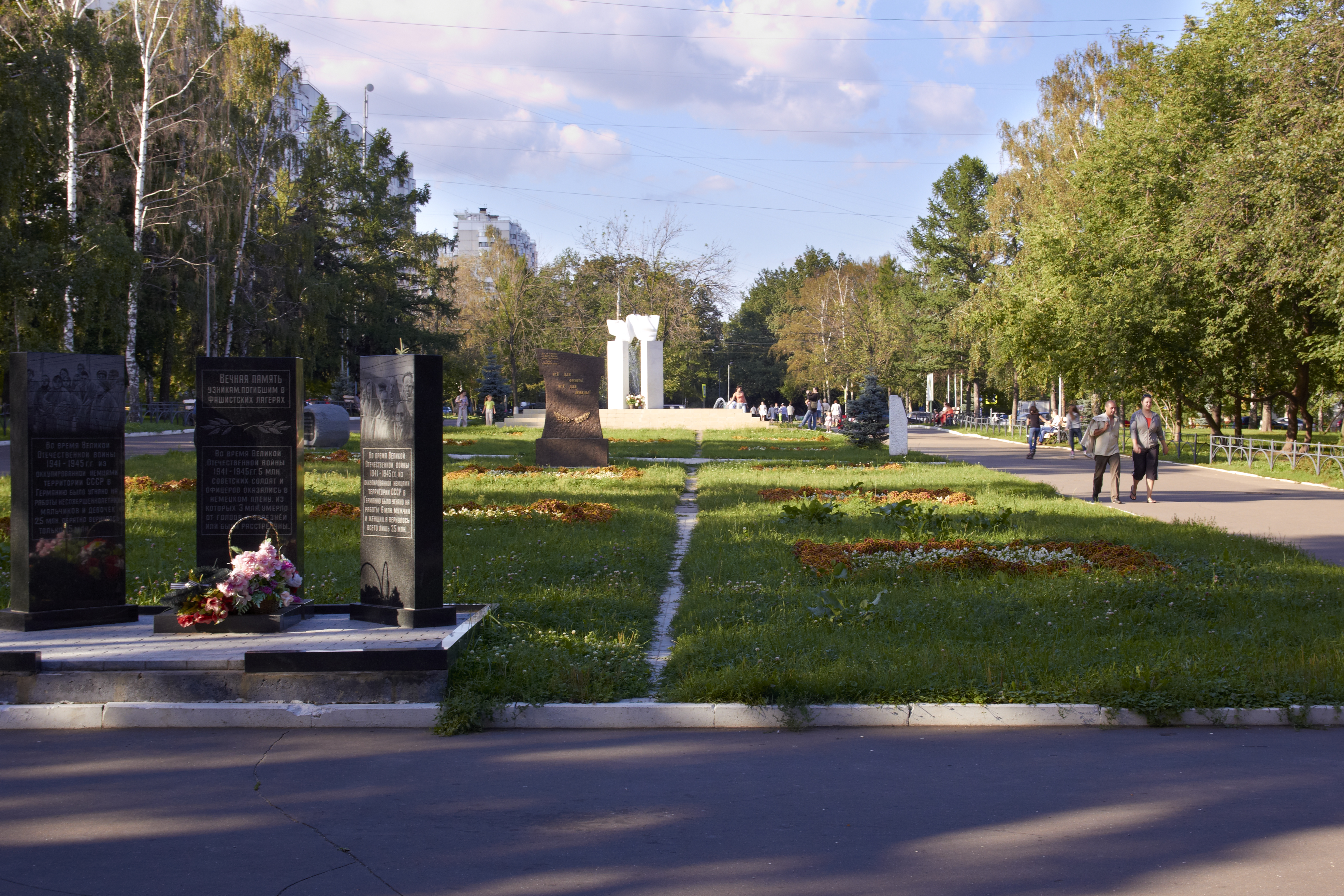
Памятники на улице Юных Ленинцев

- Дворец бракосочетаний № 3 (дом 35).
- Многофункциональный районный центр «Высота» (до реконструкции — кинотеатр «Высота») (дом 52)[2].
- На пересечении с Есенинским бульваром расположен Мемориальный комплекс Городов-Героев с капсулами земли, привезёнными из этих городов, монументами, памятными камнями и фонтаном.

## Транспорт
По улице проходят автобусы Вк, Вч, т27, т38, 471, 551, 551к, 861, 312
Ближайшие станции метро:  Кузьминки,  Текстильщики,  Волжская,  Печатники.